# علي هزازي (لاعب كرة قدم مواليد 1998)
علي محمد هزازي لاعب كرة قدم سعودي ، يلعب لاعب وسط لعب سابقاً في نادي الصقور .